# Igel Technology

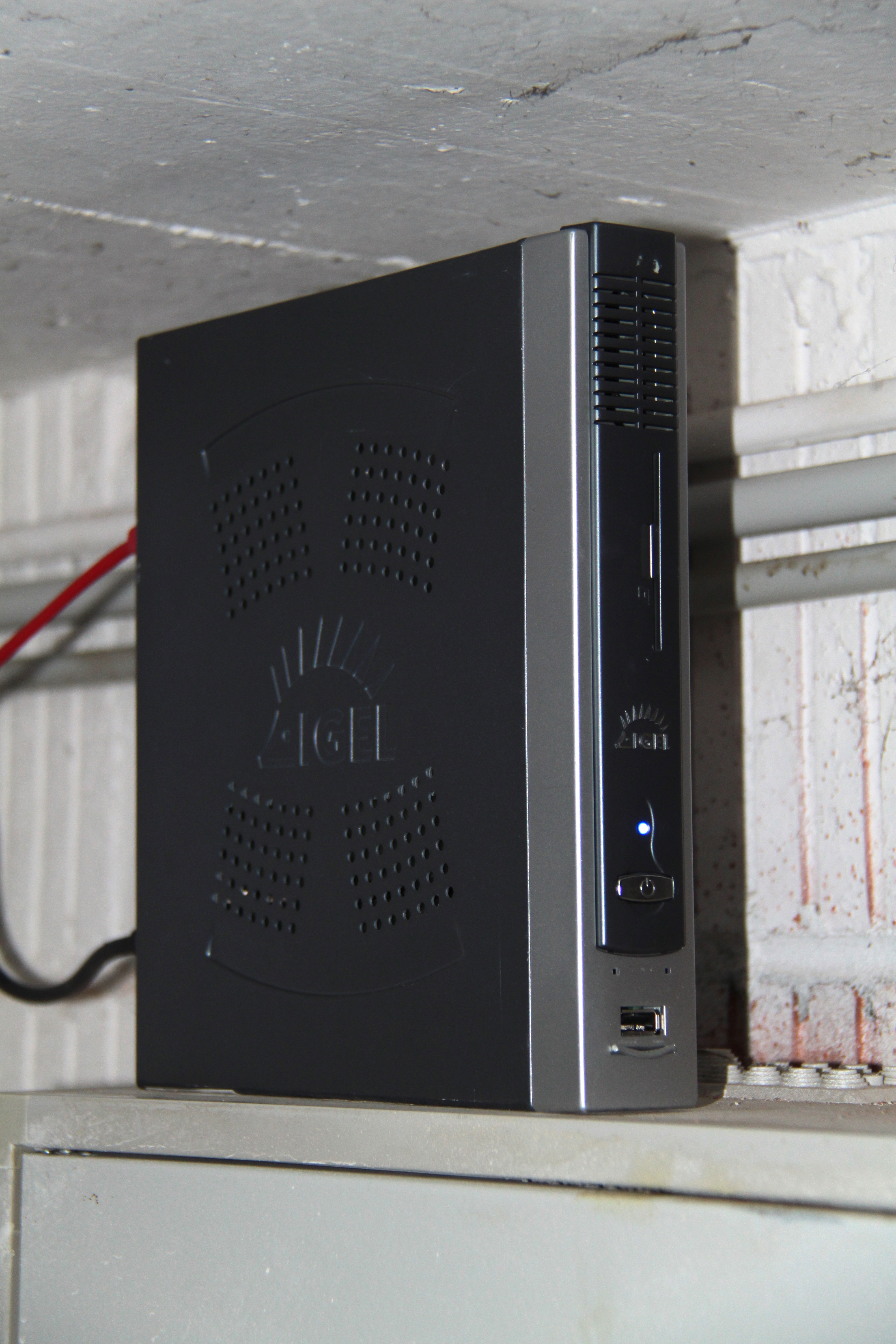
IGEL Thin Client

Die IGEL Technology GmbH (IGEL steht für Intelligente Gesamtlösung in der Mikroelektronik) ist ein deutscher Hersteller von Software mit Hauptsitz in Bremen und einem Entwicklungsstandort in Augsburg. Das Unternehmen entwickelt und vertreibt das Endpoint-Betriebssystem IGEL OS für den Zugriff auf virtuelle Arbeitsplätze via Virtual-Desktop-Infrastructure- (VDI) oder Server-based Computing-Architekturen, wie sie z. B. von Citrix, Microsoft oder VMware angeboten werden. Igel entwickelte und produzierte bis 2022 außerdem sogenannte Thin Clients und war in diesem Bereich laut der International Data Corporation (IDC) seit 2018 Marktführer in Deutschland und einer der fünf größten Hersteller weltweit. Zudem entwickelt das Unternehmen eine Management-Lösung für Endgeräte, die unter dem Igel Betriebssystem laufen. Zu den Kunden von Igel gehören vor allem Finanzdienstleister, Organisationen im Gesundheitswesen und Behörden.

## Geschichte
Das Unternehmen begann 1989 in Augsburg als Igel GmbH mit der Entwicklung und dem Vertrieb der ersten Multivideo-Grafikkarte für Unix-Umgebungen. 1992 nahm Igel die Entwicklung und den Vertrieb von Terminals auf. 1997 ging der erste moderne Thin Client in Produktion. Seit dem Jahr 2001 ist Igel Technology Teil der weltweit aktiven Melchers-Gruppe. Neben dem Hauptsitz in Bremen und der Entwicklungsabteilung in Augsburg verfügt Igel über 12 Niederlassungen weltweit, darunter in Europa und Nordamerika. Über Distributionspartner und sogenannte Authorized Partner ist Igel in über 50 weiteren Ländern vertreten und hat nach eigenen Angaben weltweit mehr als 17.000 Kunden. Der langjährige Geschäftsführer und Gründer Heiko Gloge gab Anfang des Jahres 2020 seinen Posten an Jed Ayres weiter, der das Unternehmen aus San Francisco führt. Damit unterstreicht IGEL seine Ambitionen in Nordamerika und weltweit. Igel hat Technologie-Partnerschaften mit mehr als 100 Unternehmen, die Anwendern ein komplettes Öko-System rund um Igel bieten. Der Vertrieb erfolgt ausschließlich über Vertriebspartner. Igel ist Mitglied im BITKOM.
Der US-Finanzinvestor TA Associates hat im Februar 2021 die Mehrheit am Softwareanbieter Igel Technology übernommen. Die bisherigen Eigentümer, das Handelshaus C. Melchers und Unternehmensgründer Heiko Gloge, halten künftig eine Minderheitsbeteiligung. Gloge zieht sich aber aus dem operativen Management zurück.
2019 hat Igel bekannt gegeben, dass es Hard- und Software trennt, d. h., es werden Software-Lizenzen für die Nutzung des Betriebssystems, Codecs und des Igel Cloud Gateway (ICG) unabhängig von der Igel Hardware verkauft. Dies bedeutet einen Strategiewechsel bei Igel, da vorher die Lizenzen immer an die Hardware gebunden waren. Igel begründet dies mit einer höheren Flexibilität für die Kunden und der Möglichkeit, sich als Software-Firma breiter aufzustellen.
2022 hat Igel die Fertigung von Hardware aufgegeben und vertreibt seither nur noch das IGEL OS. Dieses Betriebssystem auf Linux-Basis läuft auf annähernd jeder Hardware. Wettbewerber in dem Markt für Thin-Client-Endgeräte sind unter anderem Wyse Technology (Dell), Hewlett-Packard, Fujitsu.

## Produkte und Wettbewerber
Das Hardware-Produktportfolio von Igel wurde bis 2022 angeboten und umfasste klassische Desktop-Thin Clients, die unter der Produktbezeichnung Universal Desktop (UD) vertrieben wurden. Ebenfalls im Portfolio enthalten waren seit Ende 2016 der Micro Thin Client UD Pocket, mit dem Rechner per Boot-Vorgang von einem USB-Stick temporär in Thin Clients umgewandelt werden können, ohne dass das eigentliche Betriebssystem entfernt wird. Die Endgeräte vom Typ UD unterschieden sich in puncto Prozessor, Arbeitsspeicher und Konnektivität. Das Einsteigermodell eignete sich als kostengünstiger Endpoint für den Zugriff auf Cloud Services sowie für Internet-Nutzung und zum Abspielen von Medien. Höherwertige Endgeräte von Igel verfügten über mehrere USB-Anschlüsse, serielle Schnittstelle und teilweise auch über mehrere Display Ports. Damit ließen sich auch anspruchsvolle Anwendungen wie CAD oder Video-Bearbeitung in Cloud- oder VDI-Umgebungen ausführen. An das High-End-Modell konnten bis zu vier unabhängige Bildschirme angeschlossen werden, um Anwendungsszenarien wie Trading Floors in Banken zu unterstützen. 
Softwareseitig hat Igel neben dem Linux-basierten Betriebssystem Igel OS die Fernverwaltungssoftware Igel Universal Management Suite (UMS) im Portfolio. Ein weiteres Software-Produkt, das seit Anfang 2017 verfügbar ist, ist das Igel Cloud Gateway (ICG), ein virtueller Tunnel, mit dem mobile Thin Clients über eine Standard-Internetverbindung durch die UMS verwaltet werden können. Dies soll zum Beispiel VPN-Verbindungen überflüssig machen.

## Studien
Im Rahmen der von Igel beauftragten Studie „Ökologischer Vergleich der Klimarelevanz von PC und Thin Client Arbeitsplatzgeräten 2008“ hat das Fraunhofer-Institut für Umwelt-, Sicherheits- und Energietechnik die Umweltauswirkungen einer PC- und einer Thin Client-gestützten Versorgung mit IT-Dienstleistungen verglichen. In diesem Vergleich werden die Produktions-, Herstellungs-, Nutzungs- sowie die Entsorgungsphase berücksichtigt.
In der ebenfalls von Igel beauftragten Studie PC vs. Thin Client hat das Fraunhofer-Institut für Umwelt-, Sicherheits- und Energietechnik UMSICHT den Einfluss der Betriebsmodelle Managed PC und Thin Client/Server based Computing auf die IT-Kostenstruktur untersucht.
Im Rahmen der Studie Thin Clients 2011 – Ökologische und ökonomische Aspekte virtueller Desktops hat Fraunhofer UMSICHT das Energiespar-Potenzial von auf Thin Clients und virtualisierten Terminalservern sowie auf Desktopvirtualisierung (Citrix XenDesktop und VMware View) basierenden IT-Infrastrukturen im produktiven Betrieb untersucht. Für zwei beispielhafte Installationen wurden PC- und Thin Client-Geräte verglichen. In diesem Vergleich wurden die Produktions-, Herstellungs-, Nutzungs- sowie die Entsorgungsphase berücksichtigt.
Im Rahmen der von Igel beauftragen Studie Managed Workplaces 2015 – Ökologische und ökonomische Analyse von Software-Thin-Clients hat das Fraunhofer UMSICHT die Möglichkeiten zur Reduktion der Emission von CO2-Äquivalenten durch IT-Komponenten untersucht. Im Fokus standen dabei die Betriebsmodelle verschiedener Arbeitsplatzcomputer und dabei insbesondere die sogenannten Software-Thin Clients. Es handelt sich dabei um eine Software-Lösung, die dazu dient, vorhandene Arbeitsplatzcomputer (Desktop-PCs oder Notebooks) in logische Thin Clients zu konvertieren, um die Lebens- und Nutzungsdauer der Geräte zu verlängern.